# Institut for Tværkulturelle og Regionale Studier
Institut for Tværkulturelle og Regionale Studier opstod den 1. maj 2004, da fem institutter ved Det Humanistiske Fakultet, Københavns Universitet blev lagt sammen. Instituttet består i dag af 28 studieretninger, som har det til fælles, at de bygger på regional indsigt i de dele af verden, som ligger uden for Vesteuropa og Nordamerika samt i tværkulturelle og komparative perspektiver såsom religionsvidenskab.
Instituttet består af følgende fagdiscipliner:
- Indologi (Københavns Universitet)
- Sydøstasienstudier (Københavns Universitet)
- Japanstudier (Københavns Universitet)
- Kinastudier (Københavns Universitet)
- Koreastudier (Københavns University)
- Sydasienstudier (Københavns Universitet)
- Sydøstasienstudier (Københavns Universitet)
- Grønlandske og Artikske Studier (Københavns Universitet)
- Indianske Sprog og Kulturer (Københavns Kulturer)
- Komparative Kulturstudier (Københavns Universitet)
- Mellemøststudier (Københavns Universitet)
- Arabisk
- Oldtidsstudier (Københavns Universitet)
- Hebraisk
- Persisk
- Tyrkisk
- Ægyptologi
- Minoritetsstudier
- Religionsvidenskab
- Religionshistorie
- Religionssociologi
- Tværkulturelle studier
- Øst- og sydøsteuropæiske studier
- Balkanstudier/Balkanistik
- Polsk
- Russisk
- Moderne Græsk / Grækenlandsstudier
- Østeuropastudier

55°39′47″N 12°35′18″Ø / 55.66308°N 12.58826°Ø